# Merna Kennedy
Merna Kennedy (Kankakee (Illinois), 7 september 1908 - Los Angeles (Californië), 20 december 1944) was een Amerikaans actrice tijdens de laatste jaren van de stomme film en het begin van de gesproken film.

## Biografie
Merna Kennedy werd als Maude Kahler geboren in 1908 in Kankakee, Illinois. Ze stond al vanaf haar prille jeugd op de planken in vaudevilleachtig vermaak. Ze leerde toen ook Lita Grey kennen. Ze is in haar korte carrière het best gekend voor haar rol naast Charlie Chaplin in de stomme film The Circus uit 1928. Ze was onder de aandacht van Chaplin gebracht door haar vriendin Lita Grey, de tweede vrouw van Chaplin. Chaplin over Kennedy: "She's a very clever girl". Ze acteerde vanaf 1930 in de eerste gesproken films, maar stopte met acteren in 1934 nadat ze gehuwd was met de choreograaf/regisseur Busby Berkeley. Hun huwelijk duurde maar een jaar. Het gerucht ging dat Busby een moederskindje was en dat die moeder het huwelijk niet zag zitten voor haar zoon. Het huwelijk liep stuk op "geestelijk geweld". In 1944 hertrouwde Kennedy. Ze overleed echter hetzelfde jaar op 36-jarige leeftijd aan een hartaanval. Ze ligt samen met haar vier jaar oudere broer Bud Kennedy (Merle) begraven in Los Angeles.

## Filmografie

### Stomme films
- 1928 The Circus
- 1929 Broadway
- 1929 Barnum Was Right
- 1929 Skinner Steps Out

### Gesproken films
- 1930 The Rampant Age
- 1930 Embarrassing Moments
- 1930 The King of Jazz
- 1930 Worldly Goods
- 1930 The Midnight Special
- 1931 Stepping Out
- 1932 The Gay Buckaroo
- 1932 Lady with a Past
- 1932 Ghost Valley
- 1932 Come On, Tarzan
- 1932 The All-American
- 1932 The Red-Haired Alibi
- 1932 I Like It That Way
- 1933 Laughter in Hell
- 1933 Emergency Call
- 1933 Easy Millions
- 1933 Don't Bet on Love
- 1933 I Love That Man (scènes verwijderd)
- 1933 Arizona to Broadway
- 1933 Police Call
- 1933 The Big Chance
- 1933 Son of a Sailor
- 1934 Wonder Bar
- 1934 Jimmy the Gent